# Mammillaria hernandezii
Mammillaria hernandezii (укр. Мамілярія Ернандеза) — сукулентна рослина з роду мамілярія (Mammillaria) родини кактусових (Cactaceae).

## Етимологія
Видова назва дана на честь Еулаліо Ернандеза (ісп. Eulalio Hernandez), племінника і компаньйона мексиканського збирача кактусів Феліпе Отеро (ісп. Felipe Otero). Вони знайшли цей кактус у 1978 році.

## Морфологічний опис
Рослини зазвичай одиночні.
| Орган              | Опис                                                                                       |
| Коріння            | деякою мірою товсте, соковите.                                                             |
| Стебло             | придавлено-кулясте до кулястого, в діаметрі 2,5-4,5 см.                                    |
| Епідерміс          | соковито-зелений.                                                                          |
| Маміли             | пірамідальні, без молочного соку.                                                          |
| Ареоли             |                                                                                            |
| Аксили             | з коротким білим пухом.                                                                    |
| Центральні колючки | немає.                                                                                     |
| Радіальні колючки  | 17-25, розходяться променями, дещо вигнуті назад, не чергуються, білі, до 20 мм завдовжки. |
| Квіти              | вишнево-червоні до блідо-фіолетових, до 20 мм завдовжки.                                   |
| Бутони             |                                                                                            |
| Зовнішні пелюстки  |                                                                                            |
| Внутрішні пелюстки |                                                                                            |
| Тичинки            |                                                                                            |
| Маточка            |                                                                                            |
| Плоди              |                                                                                            |
| Насіння            | велике, чорне.                                                                             |

## Систематика
Девід Річард Хант при першому описі оцінив цей таксон як «ймовірно, карликова або недоразвита форма» Mammillaria napina. Однак багато фахівців не погодилося з цим висновком і розцінювало Mammillaria hernandezii як окремий вид. Згодом і сам Хант змінив свою точку зору стосовно цієї рослини.

## Ареал
Mammillaria hernandezii є ендемічною рослиною Мексики. Ареал зростання розташований у штаті Оахака, в невеликому районі в горах Сьєрра-Мікстека на висоті ца 2300 м над рівнем моря. Зростає на п'яти відокремлених ділянках.

## Екологія
Виростає на відкритих просторах в дубово-соснових лісах. Цвіте в період з жовтня по грудень. Рослина лише трохи виділяється над землею, так що її можна не помітити.

## Утримання в культурі
Mammillaria hernandezii була першим видом, успішно розмноженим методом мікроклонування, що сприяло збереженню рослин в дикій природі. Потребує проникної ґрунтової суміші і обмеженого поливу. Рослини непогано ростуть на своєму корінні, і в природі досягають величини до 30 мм заввишки і до 35 мм в діаметрі. Щеплені рослини мають набагато більшу висоту, рясно утворюють бічні пагони. У культурі легко розмножується насінням. Посів Mammillaria hernandezii непогано вдається влітку, в теплиці з кактусами, при великих перепадах між денною та нічною температурами. Однорічні рослини діаметром 10 мм можуть цвісти.

## Охоронні заходи
Mammillaria hernandezii входить до Червоного списку Міжнародного союзу охорони природи видів під загрозою зникнення (EN).
Цей вид має обмежений ареал (менше 5000 км²), субпопуляції сильно фрагментовані, наявне триваюче зниження якості середовища проживання і чисельності дорослих особин через вплив випасу кіз.
Дослідження, проведені в двох місцях зростання Mammillaria hernandezii виявили 43 репродуктивні особини. Загальна кількість дорослих рослин оцінюється від 250 до 500.
У Мексиці ця рослина занесена до національного переліку видів, що перебувають під загрозою зникнення, де вона включена до категорії «підлягають особливій охороні». Зростає в межах біосферного заповідника Теуакан-Куйкатлан (ісп. Tehuacan-Cuicatlán). Повідомлялося, що повне обмеження на декілька років доступу кіз на місця зростання цього виду, поки що не допомогло збільшенню кількості Mammillaria hernandezii.
Охороняється Конвенцією про міжнародну торгівлю видами дикої фауни і флори, що перебувають під загрозою зникнення (CITES).